# Liste von Persönlichkeiten der Stadt Malibu
Die Liste enthält zunächst Persönlichkeiten, die in Malibu, Kalifornien geboren sind. Die Auflistung erfolgt chronologisch nach dem Geburtsjahr.
Im Anschluss folgt eine Liste von Persönlichkeiten, die in irgendeiner Weise mit Malibu in Verbindung stehen, jedoch andernorts geboren sind.

## Söhne und Töchter der Stadt
- Tony Huston (* 1950), Drehbuchautor, Filmregisseur und Schauspieler
- Kristoffer Tabori (* 1952), Schauspieler, Synchronsprecher und Regisseur
- Timothy Hutton (* 1960), Schauspieler
- Meredith Salenger (* 1970), Schauspielerin
- Daniel Sea (* 1973), Schauspieler und Musiker
- Navi Rawat (* 1977), Schauspielerin
- Emilie Autumn (* 1977 oder 1979), Musikerin
- Dominique Swain (* 1980), Schauspielerin
- Chelse Swain (* 1983), Schauspielerin
- Shwayze (* 1986), Rapper
- Andy Koçoğlu (* 1992), Eishockeyspieler
- Alec Koçoğlu (* 1994), Eishockeyspieler
- Jordan Wilimovsky (* 1994), Freiwasserschwimmer
- Veronica Dunne (* 1995), Schauspielerin
- Joe Roberts (* 1997), Motorradrennfahrer
- Kaylee Bryant (* 1997), Schauspielerin
- Tom Schaar (* 1999), Skateboarder
- Kaia Gerber (* 2001), Model und Schauspielerin

## Mit Malibu verbundene Persönlichkeiten

### A
- Cisco Adler, Musiker
- Rick Allen (* 1963), britischer Schlagzeuger; Def Leppard
- Paul Almond (1931–2015), kanadischer Filmproduzent und Autor
- Herb Alpert (* 1935), Musiker und Gründer von A&M Records
- Carlos Amezcua, US-amerikanischer Moderator
- Pamela Anderson (* 1967), kanadische Schauspielerin
- Richard Dean Anderson (* 1950), Schauspieler
- Angelyne (* 1950), Sängerin und Schauspielerin
- Jennifer Aniston (* 1969), Schauspielerin
- Rachel Ashwell (* 1959), britischer Autor, Designer und Unternehmer
- Emilie Autumn (* 1977 oder 1979), Sänger

### B
- Simon Baker (* 1969), Schauspieler
- Lucinda Bassett
- Beck (* 1970), Musiker
- Kristen Bell (* 1980), Schauspielerin
- Justin Berfield (* 1986), Schauspieler, Autor und Filmproduzent
- Halle Berry (* 1966), Schauspielerin
- Valerie Bertinelli (* 1960), Schauspielerin
- Orlando Bloom (* 1977), Schauspieler
- Emily Blunt (* 1983), britische Schauspielerin
- Ben Bostrom (* 1974), Motorradrennfahrer
- Clara Bow (1905–1965), Schauspielerin
- Ryan Braun, professioneller Baseballspieler
- Tracey Bregman (* 1963), Schauspielerin
- Jeff Bridges (* 1949), Schauspieler
- James Brolin (* 1940), Schauspieler, Filmproduzent und Filmdirektor
- Charles Bronson (1921–2003), Schauspieler
- Mel Brooks (* 1926), Filmregisseur, Filmproduzent und Autor
- Pierce Brosnan (* 1953), irischer Schauspieler
- Bruce Buffer UFC, Ansager
- Geneviève Bujold (* 1942), Schauspielerin
- Mark Burnett, britischer Filmregisseur und Filmproduzent
- Robert Butler (1927–2023), Regisseur

### C
- Colbie Caillat (* 1985), Sängerin
- Dean Cain (* 1966), Schauspieler
- James Cameron (* 1954), kanadischer Filmregisseur und Filmproduzent
- Dyan Cannon (* 1937), Schauspielerin
- Adam Carolla (* 1964), Komiker
- Jim Carrey (* 1962), kanadisch-US-amerikanischer Schauspieler
- Colette Carr, Sängerin und Rapper
- Johnny Carson (1925–2005), Talk-Show Gastgeber
- Chris Chelios (* 1962), NHL-Spieler
- Cher (* 1946), Sängerin, Schauspielerin
- Dick Clark (1929–2012), Fernsehpersönlichkeit, Unternehmer
- Jackie Collins (1937–2015), Schriftstellerin und Schauspielerin
- Carl Colpaert, Filmregisseur, Gründer von Cineville
- Lauren Conrad (* 1986), Reality-Fernsehen Persönlichkeit
- Robert Conrad (1935–2020), Schauspieler
- Courteney Cox (* 1964), Schauspielerin
- Cindy Crawford (* 1966), Model
- Leo Cullum, Kartoonist, besonders bekannt für seine Werke in The New Yorker[1]
- John Cusack (* 1966), Schauspieler
- Miley Cyrus (* 1992), Sängerin

### D
- Tony Danza (* 1951), Schauspieler
- Bette Davis (1908–1989), Schauspielerin
- Olivia de Berardinis, Künstlerin
- Giada De Laurentiis, italienischer Fernsehkoch
- Lana Del Rey (* 1985), Sängerin
- Patrick Dempsey (* 1966), Schauspieler
- Bruce Dern (* 1936), Schauspieler
- Laura Dern (* 1967), Schauspielerin
- Danny DeVito (* 1944), Schauspieler, Filmregisseur und Filmproduzent
- Leonardo DiCaprio (* 1974), Schauspieler
- Joan Didion (1934–2021), Autorin
- Shannen Doherty (1971–2024), Schauspielerin
- Stephen Dorff (* 1973), Schauspieler
- Robert Downey Jr. (* 1965), Schauspieler
- Roma Downey (* 1960), Schauspielerin
- Fran Drescher (* 1957), Schauspielerin, Autor und Filmproduzent
- Minnie Driver (* 1970), Schauspielerin
- David Duchovny (* 1960), Schauspieler
- Bob Dylan (* 1941), Sänger

### E
- Gisela Eckhardt (1926–2020), deutsche Physikerin, tätig bei den Hughes Research Laboratories in Malibu
- Sam Elliott (* 1944), Schauspieler
- David Ellison (* 1983), Filmproduzent, Gründer von Skydance Productions
- Lawrence Ellison (* 1944), Unternehmer, Gründer von Oracle Corporation
- Megan Ellison (* 1986), Filmproduzent, Gründer von Annapurna Pictures
- Emilio Estevez (* 1962), Schauspieler, Filmregisseur
- Melissa Etheridge (* 1961), Sängerin

### F
- Tami Farrell, Miss Teen USA 2003, Miss California USA 2009
- Sally Field (* 1946), Schauspielerin
- Erin Fitzgerald, Schauspieler
- Joe Flanigan (* 1967), Schauspieler
- Cornelia Funke (* 1958), deutsche Kinder- und Jugendbuchautorin

### G
- Kenny G (* 1956), Saxophonist
- John A. Garcia, Vorsitzender von Novalogic Inc., Philanthrop
- James Garner (1928–2014), Schauspieler, The Rockford Files
- Kevin Garnett (* 1976), NBA Basketball Spieler
- Brad Garrett (* 1960), Schauspieler
- David Geffen (* 1943), Filmproduzent
- Richard Gere (* 1949), Schauspieler
- Mel Gibson (* 1956), Schauspieler, Filmregisseur und Filmproduzent
- Whoopi Goldberg (* 1955), Schauspielerin und Komiker
- Louis Gossett Jr. (1936–2024), Schauspieler, Roots
- Thomas Gottschalk (* 1950), deutscher Fernsehmoderator
- Camille Grammer (* 1968), Ex-Ehefrau vom Schauspieler Kelsey Grammer, The Real Housewives of Beverly Hills, Tänzerin und Model
- Kelsey Grammer (* 1955), Schauspieler, Frasier Crane auf TV’s Cheers und Frasier[2]
- Josh Groban (* 1981), Sänger
- Matt Groening (* 1954), Kartoonist von The Simpsons und Futurama

### H
- Gigi Hadid (* 1995), Model
- Larry Hagman (1931–2012), Schauspieler
- Mark Hamill (* 1951), Schauspieler
- Laird Hamilton (* 1964), Surfer
- Tom Hanks (* 1956), Schauspieler und Filmproduzent
- Ed Harris (* 1950), Schauspieler[3][4]
- Goldie Hawn (* 1945), Schauspielerin
- David Hemmings (1941–2003), britischer Schauspieler
- Don Henley (* 1947), Musiker, Mitgründer von Eagles[5]
- Henry Hill (1943–2012), Gangster
- Paris Hilton (* 1981), Model, Sängerin, Schauspielerin und Designerin
- Dustin Hoffman (* 1937), Schauspieler
- Anthony Hopkins (* 1937), walisischer Schauspieler
- Kate Hudson (* 1979), Schauspielerin
- Jim Hutton (1934–1979), Schauspieler
- Timothy Hutton (* 1960), Schauspieler, Filmproduzent und Filmregisseur

### I
- Tris Imboden, Schlagzeuger von Southern California, Rockband Honk, und für Jazz- und Popband Chicago[6]

### J
- Janet Jackson (* 1966), Sängerin, Schauspielerin
- David Janssen (1931–1980), Schauspieler[7]
- Brody Jenner (* 1983), Reality-Fernsehen Persönlichkeit
- Caitlyn Jenner (* 1949), olympischer Athlet, Reality-Fernsehstar
- Angelina Jolie (* 1975), Schauspielerin
- Jennifer Jones (1919–2009), Schauspielerin

### K
- Kim Kardashian (* 1980), Unternehmerin und Model
- Terry Kath (1946–1978), Gitarrist, Singer und Liedtexter der Band Chicago[8]
- Jeffrey Katzenberg (* 1950), Filmproduzent
- Stacy Keach (* 1941), Schauspieler
- Brian Keith (1921–1997), Schauspieler
- Miranda Kerr (* 1983), Model
- Anthony Kiedis (* 1962), Sänger, Mitglied der Red Hot Chili Peppers
- Jimmy Kimmel (* 1967), Komiker, Fernsehmoderator
- Suge Knight (* 1965), Unternehmer von Death Row Records
- John Krasinski (* 1979), Schauspieler
- Thomas Kretschmann (* 1962), deutscher Schauspieler
- Chantal Kreviazuk (* 1973), kanadischer Sänger und Liedtexter
- Kris Kristofferson (1936–2024), Schauspieler, Sänger und Liedtexter

### L
- Lady Gaga (* 1986), Sängerin und Liedtexterin
- Michael Landon (1936–1991), Schauspieler
- Angela Lansbury (1925–2022), Schauspielerin und Sängerin
- Chloe Lattanzi, Sängerin, Tochter von Matt Lattanzi und Olivia Newton-John
- Matt Lattanzi Schauspieler; Ex-Ehemann von Olivia Newton-John
- Jane Leeves (* 1961), britische Schauspielerin
- Louis Leithold, Autor, schrieb The Calculus[9]
- Jack Lemmon (1925–2001), Schauspieler
- Téa Leoni (* 1966), Schauspielerin
- David Letterman (* 1947), Talk-Show Gastgeber, Komiker
- Richard Littlejohn, britischer Journalist
- Rob Lowe (* 1964), Schauspieler
- Dayton Lummis, Schauspieler[10]
- John Lydon (* 1956), Britisch-Irischer Sänger

### M
- Ali MacGraw (* 1939), Schauspielerin
- Shirley MacLaine (* 1934), Schauspielerin
- Amy Madigan (* 1950), Schauspielerin[11][12]
- Teodorín Obiang (* 1969), Sohn des Präsidenten von Äquatorialguinea
- Lee Majors (* 1939), Schauspieler
- Howie Mandel, Schauspieler, Komiker, Game-Show Gastgeber
- Dinah Manoff (* 1958), Schauspielerin
- Alden Marin, Maler und Poet
- Shannon Marketic, Model, Miss USA 1992
- Merrill Markoe, Autor
- Nan Martin (1927–2010), Schauspielerin
- Walter Matthau (1920–2000), Schauspieler
- Nina Matthies (* 1953), Volleyball- und Beachvolleyballspielerin
- Matthew McConaughey (* 1969), Schauspieler
- John C. McGinley (* 1959), Schauspieler
- Scott Menville, Schauspieler, Sänger
- Reggie Miller (* 1965), NBA-Spieler
- Brian Moore (1921–1999), nordirisch-kanadischer Autor, Drehbuchautor und Journalist
- Eddie Murphy (* 1961), Schauspieler
- Bill Murray (* 1950), Schauspieler und Komiker

### N
- Olivia Newton-John (1948–2022), australische Sängerin und Schauspielerin
- Jack Nicholson (* 1937), Schauspieler
- Nick Nolte (* 1941), Schauspieler

### O
- Uschi Obermaier (* 1946), deutsche Schauspielerin und Model
- Merle Oberon (1911–1979), Schauspielerin
- Carroll O’Connor (1924–2001), Schauspieler
- Edna May Oliver (1883–1942), Schauspielerin
- Tatum O’Neal (* 1963), Schauspielerin
- Roy Orbison (1936–1988), Country/Rockabilly Sänger-Liedtexter, Guitarist[13]

### P
- Jimmy Page (* 1944), britischer Guitarist; Led Zeppelin
- Brad Paisley (* 1972), Country-Music Sänger
- Gary Patterson, Künstler
- Sean Penn (* 1960), Schauspieler, Filmregisseur
- Tom Petty (1950–2017), US-amerikanischer Musiker; Tom Petty & The Heartbreakers
- William Phipps (1922–2018), Schauspieler, Filmproduzent
- Pink (* 1979), Sängerin
- Brad Pitt (* 1963), Schauspieler
- Eve Plumb (* 1958), Schauspielerin
- Victoria Principal (* 1950), Schauspielerin

### Q
- Kathleen Quinlan (* 1954), Schauspielerin[14]
- Martha Quinn, Schauspielerin, original MTV VJ und Sirius satellite Radio-show Gastgeber

### R
- Prem Rawat (* 1957), Indisch-Amerikanischer Guru
- Robert Redford (* 1936), Schauspieler, Filmregisseur
- Nick Richards, Sänger
- Rihanna (* 1988), Sängerin/Liedtexterin, Schauspielerin, Model, Modedesigner
- Linda Ronstadt (* 1946), Sängerin
- Axl Rose (* 1962), Sänger
- Edward P. Roski, Unternehmer, Majestic Realty Co.
- Diana Ross (* 1944), Sänger, Schauspielerin
- Katharine Ross (* 1940), Schauspielerin
- Rick Rubin (* 1963), Musikproduzent; Co-Präsident, Columbia Records
- Kurt Russell (* 1951), Schauspieler

### S
- Meredith Salenger (* 1970), Schauspielerin
- Tom Schaar (* 1999), Skateboarder
- Dana Schweiger (* 1968), Model
- Til Schweiger (* 1963), Schauspieler und Filmregisseur
- George C. Scott (1927–1999), Schauspieler
- Jane Seymour (≈1509–1537), britische Schauspielerin
- Tom Shadyac (* 1958), Filmregisseur
- Charlie Sheen (* 1965), Schauspieler
- Martin Sheen (* 1940), Schauspieler
- Shwayze (* 1986), Sänger
- Frank Sinatra (1915–1998), Sänger, Schauspieler
- Grace Slick (* 1939), Sänger
- Jaden Smith (* 1998), Schauspieler
- Suzanne Somers (1946–2023), Schauspielerin, Unternehmerin
- David Spade (* 1964), Schauspieler, Comedian und Produzent
- Britney Spears (* 1981), Sängerin, Schauspielerin
- Steven Spielberg (* 1946), Filmregisseur
- Rick Springfield (* 1949), australisch-amerikanischer Sänger und Schauspieler
- Paul Stader, Schauspieler und Stuntman
- Sylvester Stallone (* 1946), Schauspieler
- John Stamos (* 1963), Schauspieler
- Barbara Stanwyck (1907–1990), Schauspielerin
- Rod Steiger (1925–2002), Schauspieler
- Donald Sterling (* 1934), Unternehmer; Eigentümer von Los Angeles Clippers
- Jeffrey Stibel, Unternehmer
- Sting (* 1951), britischer Sänger und Komponist
- Yvonne Strahovski (* 1982), australische Schauspielerin
- Barbra Streisand (* 1942), Sängerin, Schauspielerin
- Dominique Swain (* 1980), Schauspielerin
- Gloria Swanson (1899–1983), Schauspielerin

### T
- Jonathan Taylor Thomas (* 1981), Schauspieler
- Charlize Theron (* 1975), südafrikanisch-US-amerikanische Schauspielerin
- Robin Thicke (* 1977), Sänger
- Sandi Thom (* 1981), Sängerin
- Linda Thompson (* 1950), Schauspielerin und Liedtexterin
- Guillermo del Toro (* 1964), Filmregisseur und Filmproduzent
- John Travolta (* 1954), Schauspieler
- Cicely Tyson (1924–2021), Schauspielerin

### V
- Dick Van Dyke (* 1925), Schauspieler, Komedian
- Eddie Van Halen (1955–2020), Gitarrist von Band Van Halen
- Emmanuel Villaume, Komponist
- Andrew von Oeyen, Konzertpianist

### W
- Rachel Ward (* 1957), Schauspielerin
- Kimberly Williams-Paisley (* 1971), Schauspielerin
- Bruce Willis (* 1955), Schauspieler
- Flip Wilson, Komiker, Schauspieler, Gastgeber von The Flip Wilson Show[15]
- William Wyler (1902–1981), Filmregisseur